# Хан-Юнис
Хан-Ю́нис, Хан-Юнус (араб. خان يونس‎) — город на территории сектора Газа, в составе Палестинской национальной администрации. Административный центр одноимённой провинции.

## История
Название города связано с именем эмира Юнуса ан-Нуризи, основавшего в 1389 году на месте будущего города постоялый двор (хан) и мечеть, вокруг которых с течением времени образовалось поселение.
В 1516 году, в ходе османо-мамлюкской войны, в окрестностях Хан-Юниса произошло сражение между османским войском, возглавляемым Хадымом Синан-пашой и силами египетских мамлюков, закончившееся победой османов.
Во время вторжения ХАМАС в Израиль в октябре 2023 года в результате израильской атаки была разрушена одна из мечетей города Хан-Юнис. С началом израильской операции «Железные мечи» население города увеличилось до миллиона человек за счёт беженцев с севера Сектора Газа.

## Географическое положение
Город находится в южной части сектора, вблизи побережья Средиземного моря, на расстоянии приблизительно 20 километров к юго-западу от Газы. Абсолютная высота — 73 метра над уровнем моря.

## Демография
По данным Центрального статистического бюро Палестинской автономии численность населения Хан-Юниса на 2007 год составляла 142 637 человек, из которых мужчины составляли 51 %, женщины — соответственно 49 %, насчитывалось 22 569 домохозяйств. При этом средний размер домашнего хозяйства составлял 6,3 человека.

## Инфраструктура
По состоянию на 2007 год в городе имелось 25 781 единица жилья, 16 422 здания, 3282 единицы различного рода организаций и учреждений.